# Fabian Gisler

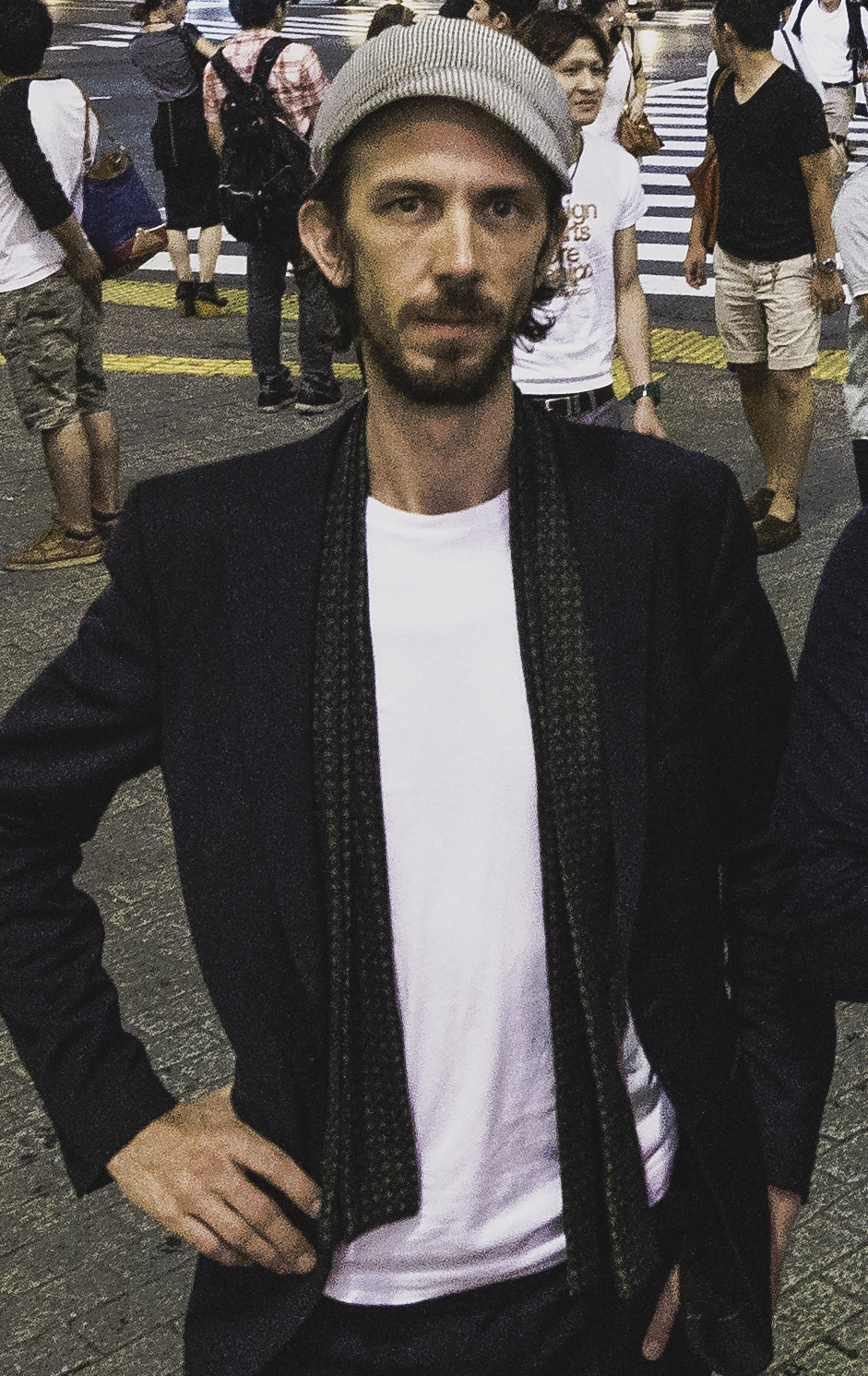
Fabian Gisler (2013)

Fabian Gisler (* 18. August 1977 in Zürich) ist ein Schweizer Jazzmusiker (Kontrabass, Komposition).

## Leben und Wirken
Gisler begann seine musikalische Laufbahn mit der Violine und wechselte dann auf den Kontrabass. Er studierte an der Berufsabteilung der Berner Swiss Jazz School bei Peter Frei, Reggie Johnson, Bert Joris, Rufus Reid und Andy Scherrer. Auch absolvierte er Masterclass-Workshops mit Ray Brown, George Gruntz, Dave Liebman, Joe Lovano und George Mraz. Zwischen 2000 und 2002 war er Mitglied der Klezmer-Band Kol Simcha, die in Europa und Amerika tourte.
Gisler spielt regelmässig mit seinem eigenen Quartett und in zahlreichen anderen Formationen, etwa von Jürg Wickihalder und Robert Lakatos. Seit 2004 gehört er zum Trio Rusconi, für das er auch komponiert. Er konzertierte unter anderem mit Franco Ambrosetti, Gianni Basso, Bill Carrothers, Philip Catherine, Don Friedman, Dusko Goykovich, Tony Lakatos, Dado Moroni, Dick Oatts, Dré Pallemaerts, Kurt Rosenwinkel, Gary Smulyan, Matthieu Michel, Makaya Ntshoko, Andy Scherrer, Roman Schwaller, Co Streiff, Nat Su, Kenny Werner und Nils Wogram. Zu hören ist er auch auf  Alex Hendriksens Album Lotus Blossom (2024).

## Preise und Auszeichnungen
Gisler gewann 1998 den New Jazz Generation Contest in Bern. Auch erhielt er im selben Jahr den Förderpreis des Generations – Internationales Jazztreffen Frauenfeld.

## Diskographische Hinweise
- Soskin, McCaslin, Gisler, Hammer One (TCB Records 2005)
- Backyard Poets (hatOLOGY 2007, mit Henrik Walsdorff, Colin Vallon, John Schröder)
- Alex Hendriksen, Jean-Paul Brodbeck, Fabian Gisler Back2Back (Anuk 2014)
- Jaeger – Gisler – Rainey A Pyramid Made of Music (Qilin Records 2015)
- Matthias Spillmann, Robert Lakatoš, Dré Pallemaerts, Fabian Gisler: Live at the Bird's Eye Jazz Club (2016)
- Alex Hendriksen, Fabian Gisler: The Song Is You (ezz-thetics, 2019)